# NGC 7293
Pour les articles homonymes, voir Nébuleuse (homonymie) et Hélice (homonymie).
 (mars 2025).
Si vous disposez d'ouvrages ou d'articles de référence ou si vous connaissez des sites web de qualité traitant du thème abordé ici, merci de compléter l'article en donnant les références utiles à sa vérifiabilité et en les liant à la section « Notes et références ».
La nébuleuse de l'Hélice ou NGC 7293 ou Caldwell 63 (C63 du catalogue de Caldwell) est une nébuleuse planétaire de la constellation du Verseau, à proximité du Poisson austral. Surnommée « l’œil de Dieu »  ou encore la « le nébuleuse de l'Hélice » pour sa forme, elle est une des nébuleuses planétaires de la Voie Lactée les plus proches de la Terre.

## Présentation
Variante des nébuleuse de la Lyre ou nébuleuse de l'Œil de Chat, la structure complexe en forme d'œil humain de cette nébuleuse planétaire s'est formée lorsque le noyau solaire de son étoile centrale (de la taille du Soleil) s'est contracté pour devenir une naine blanche, au moment de l'évolution stellaire finale de sa fin de vie, phase durant laquelle elle s'est débarrassé par expulsions successives de gaz de ses couches externes.

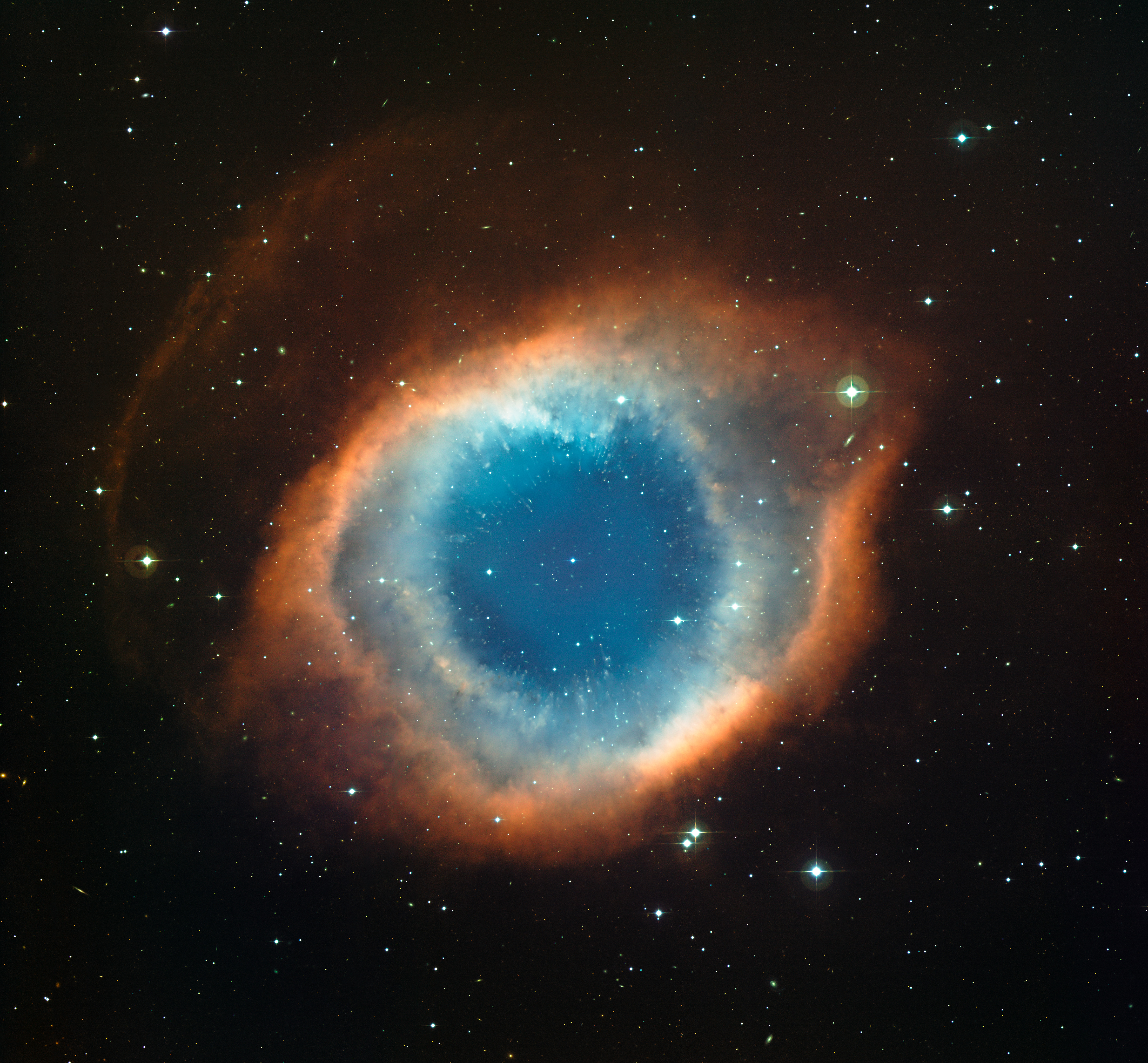
Image de l'ESO
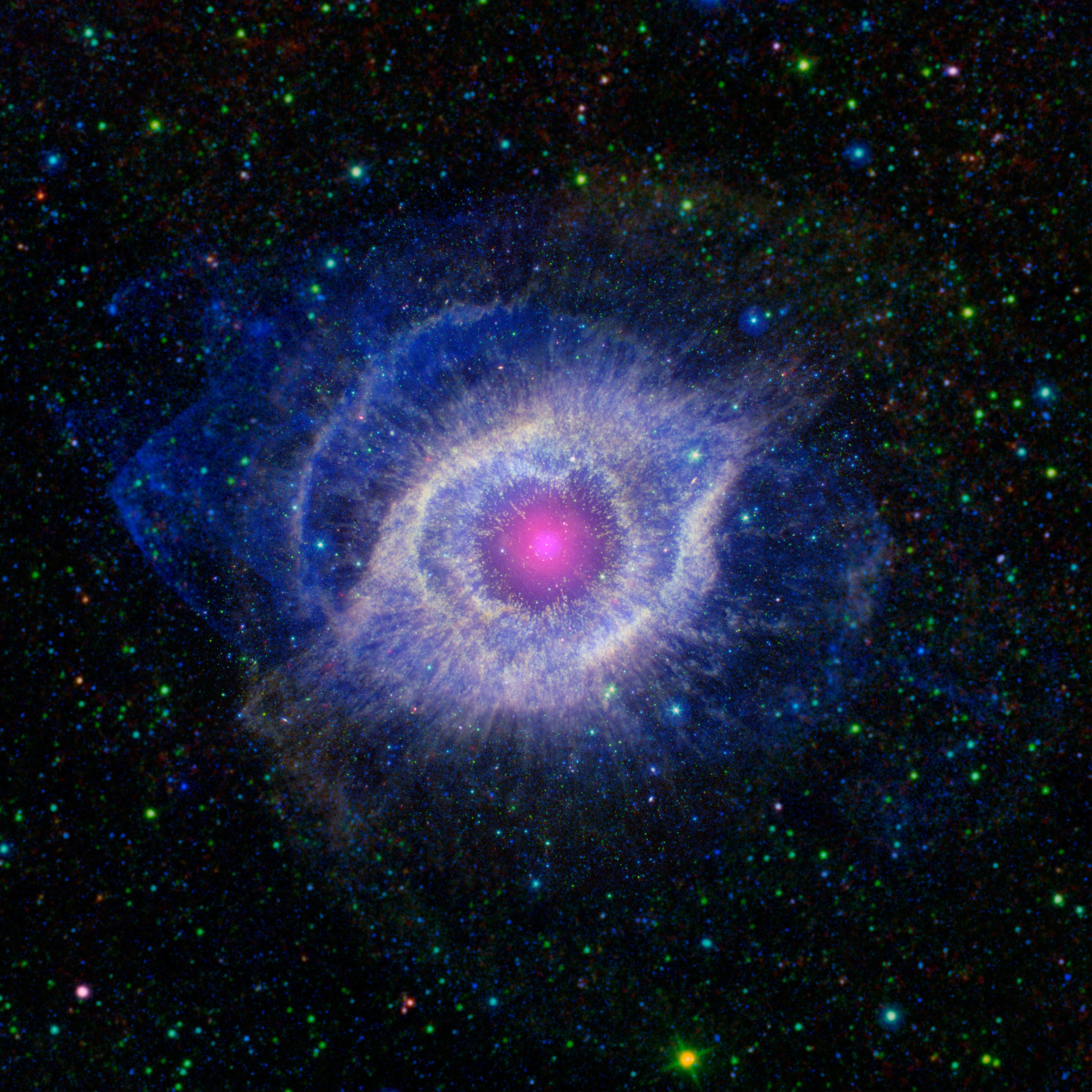
Télescope spatial Spitzer
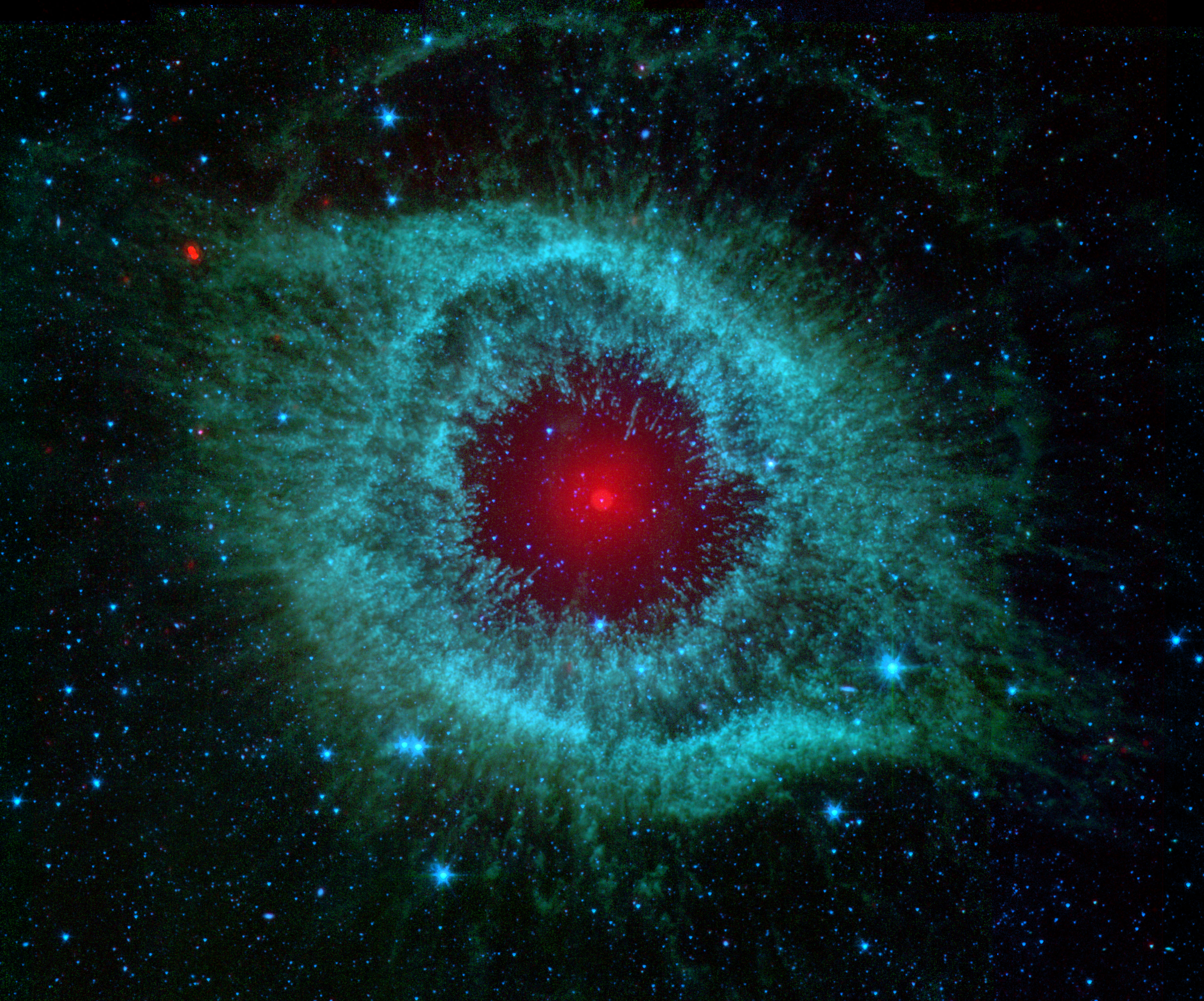
Image infrarouge du télescope spatial Spitzer
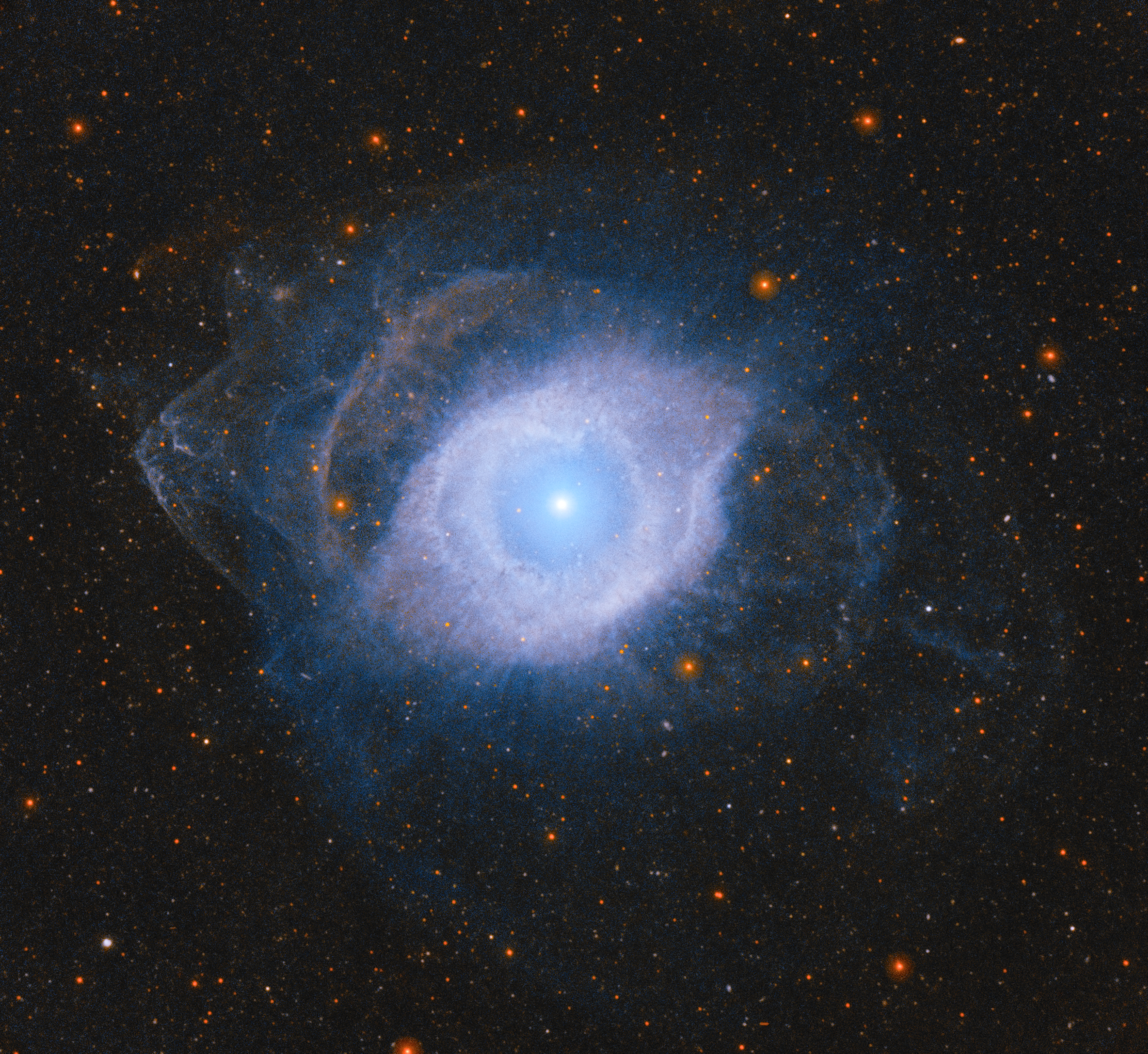
Image ultraviolet par Galaxy Evolution Explorer

## Historique
Cette nébuleuse planétaire est découverte par l'astronome allemand Karl Ludwig Harding en 1824.
Située à environ 650 années lumière de la Terre, elle est l'une des nébuleuses planétaires les plus proches. Elle se présente comme deux anneaux entrelacés. Harding l'a probablement repérée dans un réflecteur de 8,5 pouces lors de ses relevés du ciel avant 1824.

## Nœuds cométaires

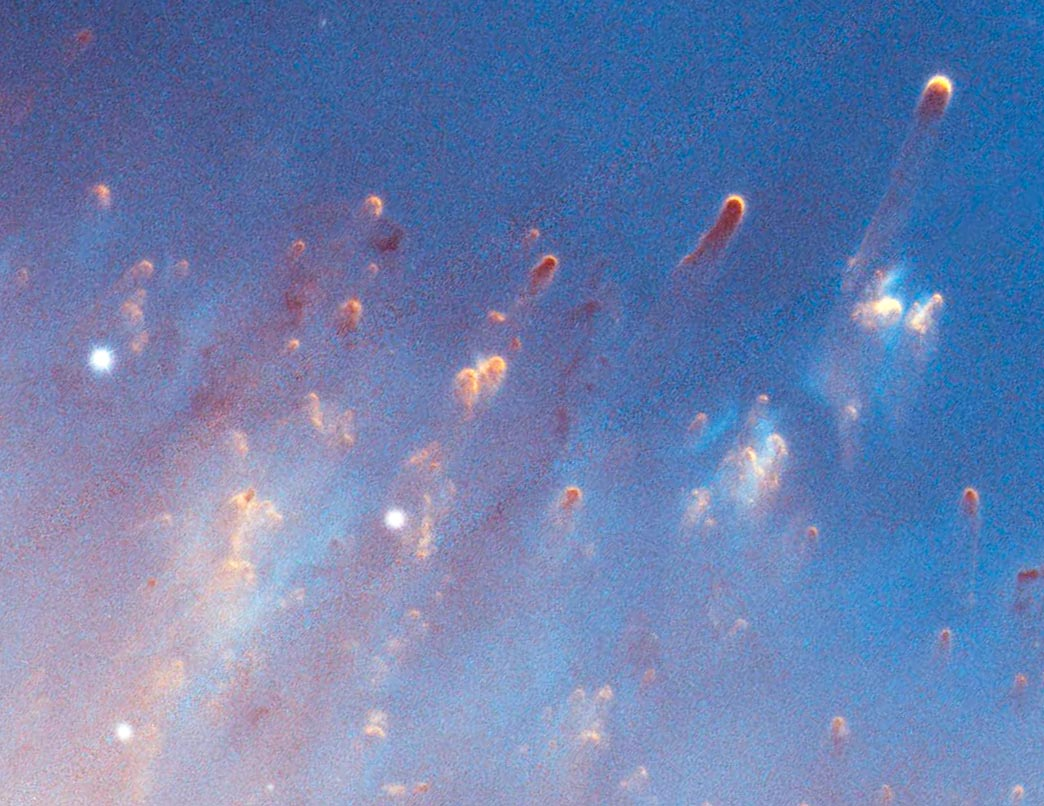
Nœuds cométaires.

La nébuleuse de l’Hélice a été le premier objet de ce type découvert à abriter des nœuds cométaires. Aussi connues sous le nom de globules, ces structures ne peuvent être observées que dans les nébuleuses planétaires les plus proches, mais on pense qu'elles se produisent dans chacune d'elles à mesure que les nébuleuses évoluent. La nébuleuse de l’Hélice contient environ 40 000 globules. La plupart d'entre eux sont plus grands que le système solaire et ont des masses comparables à celle de la Terre. Cela les rend au moins 1 000 fois plus denses que le matériel environnant. Une étude de 1996 a trouvé une vitesse d'expansion de 10 km.s−1 pour les globules, ce qui est considérablement plus lent que le reste de la nébuleuse.
Ces objets gigantesques en forme de têtard sont probablement le résultat des derniers soupirs d'une étoile mourante. Surnommés nœuds cométaires parce que leurs têtes brillantes et leurs queues vaporeuses ressemblent à des comètes, les objets gazeux se sont probablement formés au cours des dernières étapes de l'évolution stellaire d'une étoile.

## Particularités
NGC 7293 est une grande nébuleuse planétaire bien connue située dans la faible constellation du zodiaque du Verseau. Aussi connu sous le nom de Caldwell 63 (C63 du catalogue de Caldwell) c'est l'un des objets les plus proches de ce type et un bel exemple d'un reste d'étoile mourante. Il contient une structure à double anneau, un peu comme deux spires d'un ressort, d'où le nom populaire de la nébuleuse de l’Hélice.

## Caractéristiques

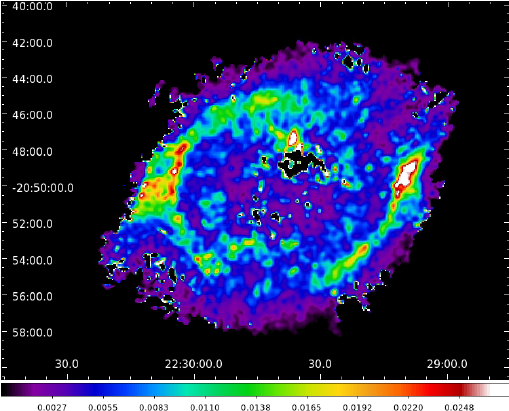
Température de la nébuleuse selon les différentes parties.

On pense que la nébuleuse de l'Hélice est constituée de deux disques gazeux presque perpendiculaires. La région centrale est dominée par un gaz hautement ionisé et entourée de rebords intérieurs et extérieurs. La nébuleuse s'étend sur 5,74 années-lumière de diamètre. L'anneau principal s'étend sur environ deux années-lumière et le matériau de la nébuleuse s'étend sur au moins deux autres années-lumière. L'anneau le plus externe a une taille apparente de 25 minutes d'arc - presque la taille de la pleine Lune - tandis que le tore externe occupe une zone de 12 × 22 minutes d'arc. Le disque intérieur brillant a une taille angulaire de 8 × 19 minutes d'arc. On pense qu'elle a commencé à s'étendre il y a environ 12 100 ans, tandis que la nébuleuse entière s'est étendue au cours des 6 560 dernières années. Le disque intérieur se dilate à une vitesse de 32 km/s, tandis que l'anneau extérieur se déplace vers l'extérieur à 40 km/s.

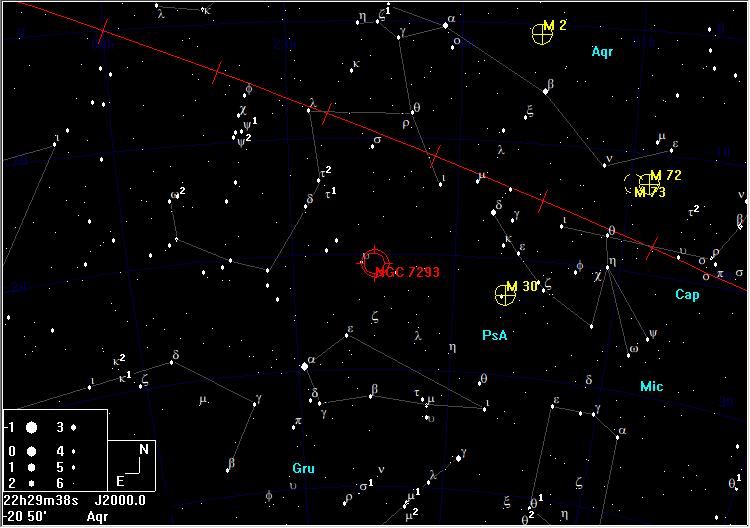
Vu de la nébuleuse (NGC 7293) dans le ciel et sa location.

## Distance
La distance de la nébuleuse de l'Hélice était incertaine jusqu'à relativement récemment. La valeur de 650 années-lumière est basée sur les observations de l'observatoire spatial Gaia, lancé en 2013. Des estimations antérieures plaçaient la nébuleuse beaucoup plus près de la Terre. La première estimation a été faite par l'astronome néerlandais Adriaan van Maanen, qui a déterminé une distance de seulement 85 années-lumière. Les déterminations ultérieures allaient de 160 à 590 années-lumière.

## Position dans le ciel nocturne

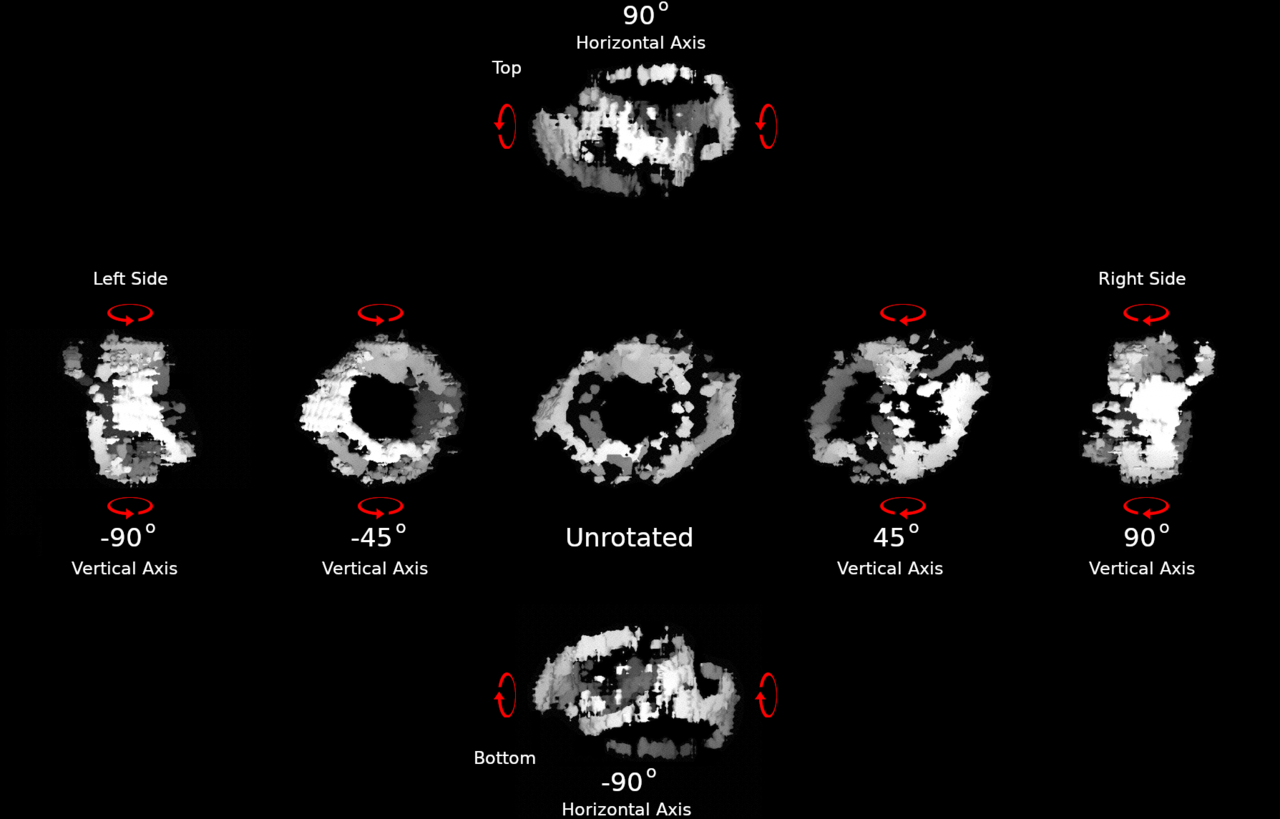
la nébuleuse de l'hélice et ses mouvements ou ses rotations selon les dégrées (angle)

La nébuleuse de l'Hélice peut être difficile à trouver dans des conditions moins idéales. Elle est située dans une zone du ciel sans aucune caractéristique reconnaissable et sans étoiles brillantes à proximité immédiates. L'astérisme Water Jar et les étoiles les plus brillantes du Verseau se trouvent dans la partie nord de la constellation, près de la frontière avec Pégase, tandis que la nébuleuse de l'Hélice se trouve près de la frontière sud avec Piscis Austrinus. L'étoile de première magnitude la plus proche est Fomalhaut dans Piscis Austrinus, qui se trouve à environ 10 degrés au sud-est de la nébuleuse. L'étoile de magnitude 5,21 Upsilon Aquarii se trouve à seulement 1,2 degré à l'est de la nébuleuse, mais est difficile à voir depuis les zones polluées par la lumière.